# Edifici Rialto
L'Edifici Rialto està situat a la plaça de l'Ajuntament, núm. 17 a la ciutat de València. Es construí a iniciativa de la família Serrano Llàcer entre el 1935 (any del projecte) fins a 1939. L'arquitecte fou Cayetano Borso di Carminati, amb l'interiorisme de Francisco Ferrer. El projecte de Borso respon a l'estil racionalista, encara que amb influències Art Déco. El programa de l'edifici era complex: es volia un cinema, saló de té i un restaurant distribuïts en un solar difícil.
El 1985 la Generalitat Valenciana adquirí l'edifici per a la futura seu de la Filmoteca i Teatres de la Generalitat Valenciana. En la rehabilitació posterior de final dels vuitanta (dirigida pels germans Cristina i Camilo Grau) es va habilitar una sala per a les projeccions cinematogràfiques de la filmoteca, una petita sala de representacions teatrals, un Music-hall al soterrani i el teatre Rialto (antic cinema) que li dona nom a l'edifici. Actualment és seu de l'Institut Valencià de Cinematografia.

## Descripció

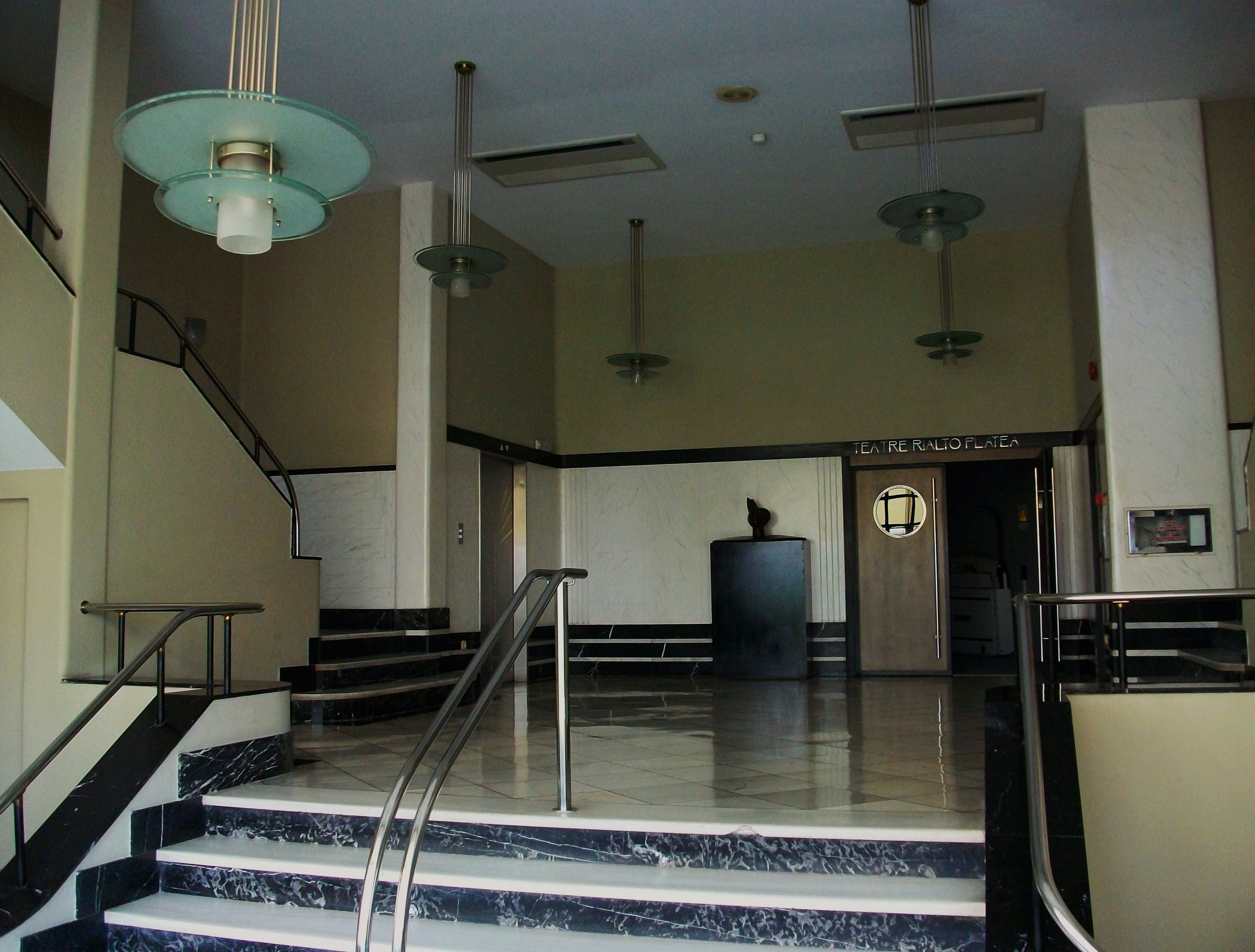
Interior de l'edifici Rialto

En l'edifici destaca l'habilitat d'encaixar els requisits del programa en un solar de planta tan irregular. Les sales es disposen obrint-se al vèrtex conformant una figura de cor, i destinant els espais residuals de la parcel·la per a organitzar els accessos i comunicacions verticals.
L'accés principal es fa per la plaça de l'Ajuntament, a través d'un pòrtic de sis metres d'amplària, i que conduïx al vestíbul, des d'on arrenquen dues escales que comuniquen aquesta planta amb les superiors. L'estructura de l'edifici és metàl·lica, cosa que permet així crear grans buits, necessaris a les sales d'espectacles. L'ús del ferro no només té un objecte estructural; la combinació d'aquest material en l'exterior juntament amb el vidre, la verticalitat de la façana principal, reforçada per la torre que recorre tota la seua altura, la lleugeresa de la façana posterior i la seua estricta geometria, són algunes de les característiques principals d'aquest edifici.
Elements característics del moviment Decó són utilitzats per Borso di Carminati, com els remats a la torre i al buit d'escala. A l'interior, marbres blancs i negres es combinen amb metalls al gust d'aquesta tendència: duralumini i coure en plafons, bronze en rematades de baranes, guixeries i ornamentacions modernistes. També es manifesta aquesta tendència en la partició de les finestres, i en la proporció dels buits de la façana principal, on la verticalitat domina sempre.
No obstant això, a la façana posterior (carrer de Moratín) és on l'arquitecte aposta decididament pel racionalisme i es mostra més auster en la composició. Una estricta modulació de buits i particions en les fusteries metàl·liques són els punts bàsics d'aquesta façana. El prerracionalisme és palès en la verticalitat dels buits, que derivarien més tard a fenestracions més horitzontals.
Destaquen els detalls en la decoració del vestíbul, on les referències a l'Art Déco són constants. Marbres blancs i negres són combinats als graons de l'escala i en els sòcols dels murs verticals.
En general el Rialto s'inspira en els cines moderns de l'època (cine Universum de Berlín, el Gaumont de París o els madrilenys Barceló i Capitol), i en la torre s'entreveu la influència dels gratacels estatunidencs i del Palau Stoclet de Josef Hoffmann.
Es dugué a terme una respectuosa restauració i remodelació a finals dels vuitanta sota la direcció dels germans Cristina i Camilo Grau.

## Fragment de la memòria del projecte

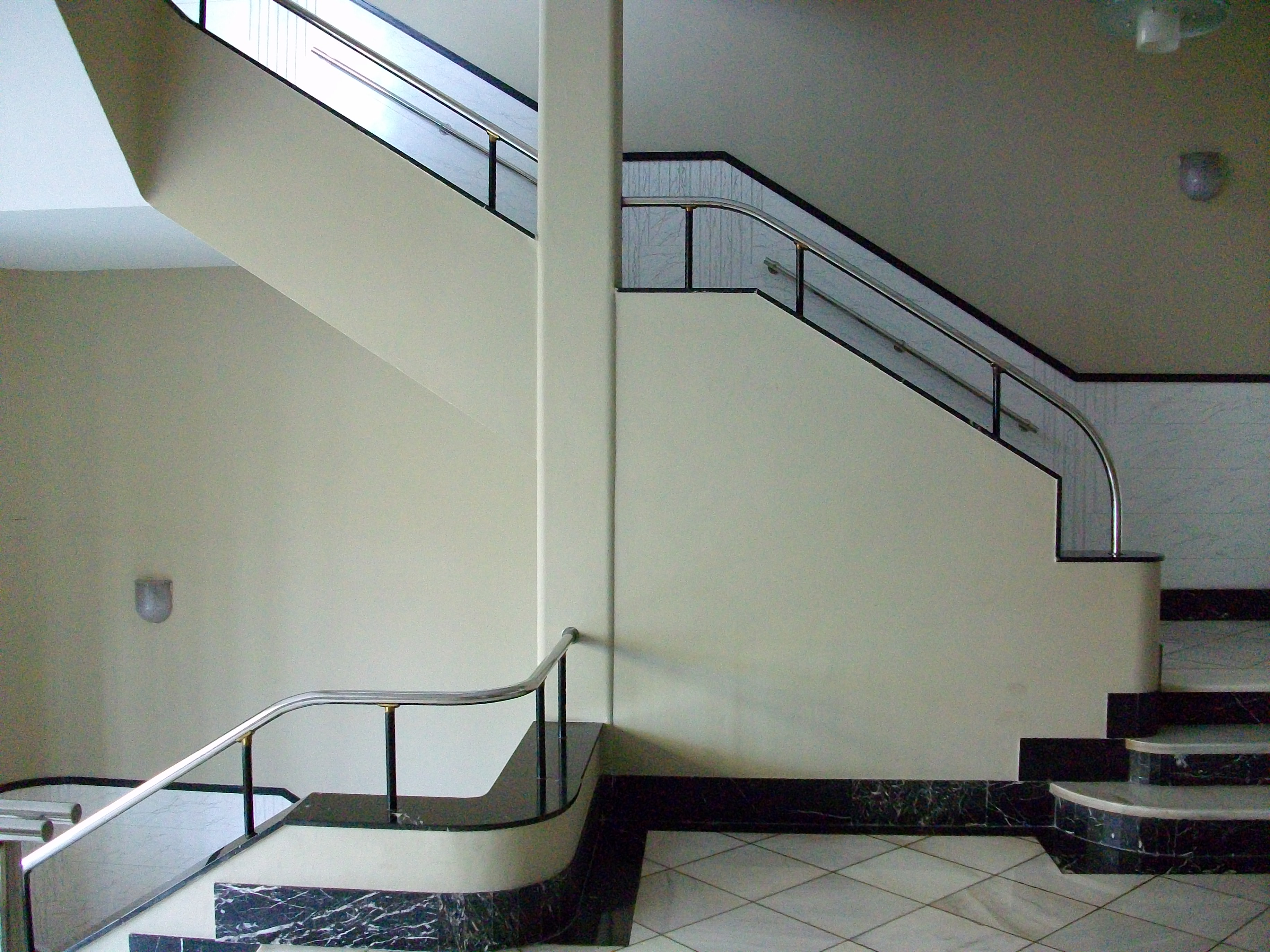
Escala

| « | Constarà de soterrani, planat baixa i una secció de plantes altes destinades a sales de projeccions cinematogràfiques, en els serveis de la qual farà que donen a la plaça Castelar sis entramats de pis i l'entramat de coberta. L'accés principal de l'edifici s'ha projectat per la plaça de Castelar gràcies a un buit de 6 metres d'amplada, que comunica amb el carrer en planta baixa i que dona a un vestíbul d'on arranquen dues escales d'1,80 metres que comunica aquesta planta amb les superiors; comunicació que es completa amb dos ascensors ràpids per a quinze persones que donen a aquest mateix vestíbul. Aquest vestíbul servirà, per consegüent, per a l'accés al cine i a la planta baixa. La decoració de tot l'edifici serà a base de l'ús de materials rics: marbre en escales, muntants inclinats i sòcols; fustes en arrimadors, baranes i part de sostres; metalls (dur alumini i coure bruts en ampits, plafons i motllures), completada amb les portes i finestres que seran en la seua totalitat de xapes de fustes fines i acer de perfils especials. Els sòls seran de marbre en els vestíbuls, de linòleum en el cine i de rajola especial de pols de marbre a la resta de deèndències principals. L'estructura de l'edifici és completament de ferro, a base de peus drets armats i jàsseres i biguetes enjovades. La fonamentació de tot l'edifici es farà sobre una base armada, correguda en façanes i fonaments, amb doble armadura perquè treballe com si fóra una placa i disposada sobre una capa d'arena i grava a 1,40 m del sòl del soterrani. | » |